# Martti Mela
Martti Juhani Mela, född 22 juni 1933 i Viborg, död 20 november 2005 i Uleåborg, var en finländsk biofysiker. 
Mela blev teknologie doktor 1969 och var professor i biofysik vid Uleåborgs universitet 1975–1998. Han företog flera längre forskningsresor till USA och inom Europa. Han skrev ett hundratal vetenskapliga artiklar från biofysikens och den medicinska teknikens områden samt läroboken Johdatus biofysiikkaan (1969).